# 中共闽浙边临时省委成立旧址
中共闽浙边临时省委成立旧址，位于中华人民共和国浙江省温州市泰顺县泗溪镇，是浙江省省级文物保护单位之一。
2017年1月19日，中共闽浙边临时省委成立旧址被列入第七批浙江省文物保护单位，该文物保护单位是一座近现代重要史迹及代表性建筑物。